# Passeport cambodgien
Le passeport cambodgien est un document de voyage international délivré aux ressortissants cambodgiens, et qui peut aussi servir de preuve de la citoyenneté cambodgienne.